# Jeu fatal
Pour plus de détails, voir Fiche technique et Distribution.
Jeu fatal (Pistol Whipped) est un film d'action américain réalisé Roel Reiné, sorti en 2008.

## Synopsis
Matt, un ancien flic et joueur compulsif, a tout perdu et croule sous les dettes. Mais lorsqu'on lui offre d'effacer son passif en échange de l'assassinat du plus grand gangster de la ville, il prend une décision qui changera sa vie pour toujours...

## Fiche technique
- Titre original : Pistol Whipped
- Titre français : Jeu fatal
- Réalisateur : Roel Reiné
- Scénariste : J.D. Zeik
- Producteurs : Steven Seagal, Binh Dang, Joe Halpin, Alwyn Kushner
- Photographie : Richard Crudo (en)
- Musique : Gérald Brunskill
- Distributeur : Screen Gems
- Budget : 10 millions de dollars
- Pays de production :  États-Unis
- Genre : action
- Durée : 96 minutes
- Date de sortie :
  - Pays-Bas : 4 mars 2008

## Distribution
- Steven Seagal : Matt
- Lance Henriksen : le vieil homme
- Renee Elise Goldsberry : Drea
- Blanchard Ryan : Liz
- Arthur J. Nascarella : Bruno
- Ashley Greenfield : la joueuse de cartes
- Bernie McInerney : Père Joe
- Antoni Corone : Sharp
- Paul Calderon : Blue
- Matt Salinger : Dealer
- Lee Wong : Mr. Ling
- Toru Ohno : Johnny
- Lydia Jordan : Becky
- alison chin : femme nue